# Actinoplaca
Actinoplaca — рід лишайників родини Gomphillaceae. Класифіковано у 1891 році.

## Класифікація
До роду Actinoplaca відносять 3 види:
- Actinoplaca balboana
- Actinoplaca gemmifera
- Actinoplaca strigulacea